# Samori Turé
Samori Turé, também conhecido como Samory Touré ou Samori ibne Lafia Turé ou Almami Samori Turé (Miniambaladougou, Guiné 1830 - Djolé, 2 de junho de 1900) foi um guerreiro e soberano malinquê.
Fundou o Império de Uassulu que resistiu ao jugo francês na África Ocidental de 1882 a 1898. É um herói da resistência ao colonialismo e um notável estrategista e guerreiro. Samori era muçulmano, um líder com o título de almami. No período em que administrou seu império, tomou um modo de governo mais laico, não fundamentado-se no islã e mais preocupado em lutar contra o colonialismo francês.

## Infância e juventude
Samori nasceu 1830 ao sudeste da atual Guiné. Seu pai, Lafia Turé era diúla, e sua mãe, Massorona Camara, era de origem malinquê (mandinga). Seus pais eram comerciantes e ele seguiu essa ocupação até os seus 20 anos. Quando sua mãe foi capturada em uma operação de escravos, ele se ofereceu para servir no exército de seu captor Sori Birama, em troca da libertação dela. Ao alcançar a posição de comandante e mostrar habilidade e destreza militar extraordinária, ele e sua mãe foram libertados.

## O Império Mandinga
Samori Turé observou que os povos malinquês eram desorganizados e que não havia nenhum chefe único com a capacidade de uni-los. Declarando-se independente de Sori Birama, ele ganhou o apoio de um número crescente de chefes malinquês por sua visão de unidade e pacientemente começou a construir um império. Ele empregou o impulso triplo de persuasão, ameaça, e da guerra, da mesma forma como fez no Mali, Sundiata Queita, para ampliar o Estado Mandinga.
Utilizando uma combinação de métodos tradicionais e inovadores, ele organizou os chefes malinquês em um único estado sob a sua autoridade incontestável. No núcleo era o exército, com Samori tanto como comandante-em-chefe ou como o chefe de Estado. Esta inovação intensificou a lealdade ao Estado com a lealdade primária ao soberano.
Revolucionário e eficiente na época, a organização deste Estado era uma estrutura piramidal com Samori no ápice, o que lhe permitiu exercer um controle rígido e eficaz como nunca antes visto no Sudão ocidental. Entre 1852 e 1882, Samori Turé criou o Império Mandinga.
Em 1881, Samori estendeu o império para o leste, na do Sicasso (Mali), a oeste, até ao Futa Jalom (próximo à metade da Guiné atual), ao norte, a partir de Cancan para Bamako (no Mali), ao sul, até às fronteiras da atual Serra Leoa e Libéria.

###### O Exército do Império de Uassulu
Samori desenvolveu um exército poderoso, quase profissional, equipado com armas europeias e treinado em métodos modernos de guerra. O exército foi dividido em três flancos, a infantaria ou sofa, com 30.000 a 35.000 homens, e a cavalaria ou sere de 3.000 homens, esta para o serviço de recrutamento de guerreiros. O outro flanco era responsável pela cobrança de tributo, arrecadava os impostos. Cada flanco foi subdividido em unidades permanentes, promovendo a camaradagem entre os membros e lealdade para com ambos os líderes locais e a Samori.

## Luta contra os Franceses
Na segunda metade do século XIX, as potências europeias decidiram estabelecer colônias na África Ocidental e não poderia tolerar estados fortes como o Império Mandinga e pela mesma razão, os líderes fortes como Samori Turé.
- Em 1868, Samori, um membro da Mande grupo, proclamou-se um chefe religioso e liderou uma banda de guerreiros no estabelecimento de um chefe poderoso na região de  Cancan na Guiné. Um comandante e um administrador talentoso, ele expandiu seu governo até o seu auge no início da década de 1880 e se estendeu da região do Alto Volta, no oeste, até o Futa Jalom, no leste.[2]

- Em 1878 é fundado o Império Mandinga de Uassulu, isso pelas mãos de Samori Turé.
- Em 1881, os franceses acabaram derrotando os ingleses no litoral da África Ocidental. A França avançou adentro do território do Níger com interesses comerciais e se depararam com Samori Turé.
- Em 1882, no auge do Império Mandinga, os franceses encontraram sua desculpa para atacar. Samori Turé se recusou a cumprir a ordem de retirar-se um centro importante do mercado, Kenyeran, o qual seu exército tinha bloqueado.
- Entre 1882 e 1885, os mandingas combateram os franceses, terminando esta luta com um tratado de paz em 1886 (Kiniéba-Koura) e outro (Tratado de Bissandugu) em 1887.
- Em 1888, pegou em armas novamente quando os franceses quebraram o tratado, ao tentar fomentar a rebelião no seio do Império Mandinga.
- Em 1890, Samori reorganizou o exército e concluiu um tratado com os britânicos em Serra Leoa, onde obteve armas modernas. Agora, ele enfatizará a defesa e as táticas de guerrilha empregadas.
- Em 1891, com o seu armamento aperfeiçoado e exército reorganizado, derrotou os franceses.
- Em 1891, cerca o rei Tiéba de Sikasso, este pede auxílio aos franceses e Samori passa a ser alvo de uma operação que duraria 7 anos até a sua captura, e 9 anos após o seu exílio e morte no Gabão.
- Em 1892, tropas francesas invadiram os grandes centros do Império Mandinga, deixando a morte e a destruição em seu rastro.
- Em 1893, Samori decidiu que o Oriente será a única direção para a expansão do Império Mandinga, Samori mudou a capital de Bissandugu para Dabacala.
- Em 1894, a França reuniu todas as suas tropas no Sudão Ocidental para concentrar-se em territórios remanescentes de Samori. Os mandingas lutaram bravamente, mas não foram páreos para o poder dos franceses com sua força total.
- Em Março de 1895, Samori Turé muda a capital do Império Uassulu de Bissandugu para Dabacala (atual Costa do Marfim).[3]
- Em 1895, Samori destrói a cidade muçulmana de Congue que se aliara aos franceses.[4]
- Em 1898, saqueou a cidade de Bondoukou
- Em 29 de Setembro de 1898, Samori, forçado a lutar uma guerra total e contra todas as probabilidades, foi capturado enquanto lia o alcorão em Guélémon (Costa do Marfim) pelo capitão Henri Gouraud e exilado para o Gabão na ilha de Djolé, onde morreu dois anos após.
- Em 1968 suas cinzas foram trazidas do Gabão para a Guiné após mando do ditador Sékou Touré.[5]